# Devičany
Devičany – wieś (obec) na Słowacji położona w kraju nitrzańskim, w powiecie Levice. Pierwsze wzmianki o miejscowości pochodzą z roku 1075. 
Według danych z dnia 31 grudnia 2012, wieś zamieszkiwało 396 osób, w tym 197 kobiet i 199 mężczyzn.
W 2001 roku rozkład populacji względem narodowości i przynależności etnicznej wyglądał następująco:
- Słowacy – 97,27%
- Czesi – 1,99%
- Węgrzy – 0,5%

Ze względu na wyznawaną religię struktura mieszkańców kształtowała się w 2001 roku następująco:
- Katolicy rzymscy – 22,08%
- Ewangelicy – 72,95%
- Ateiści – 4,22%
- Nie podano – 0,25%